# Alameda de Osuna

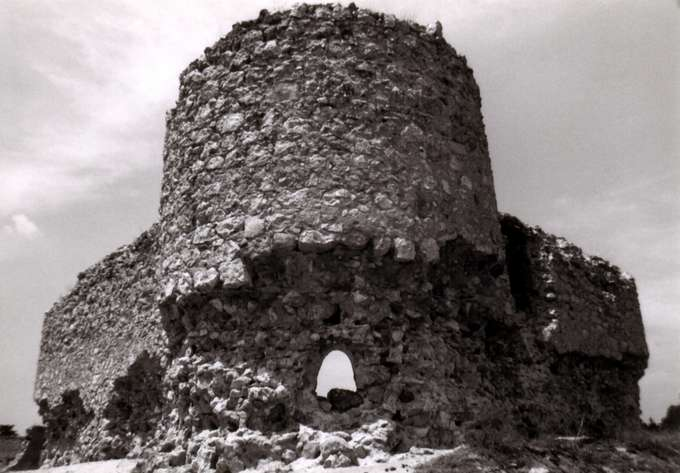
Alameda de Osuna, Kastell

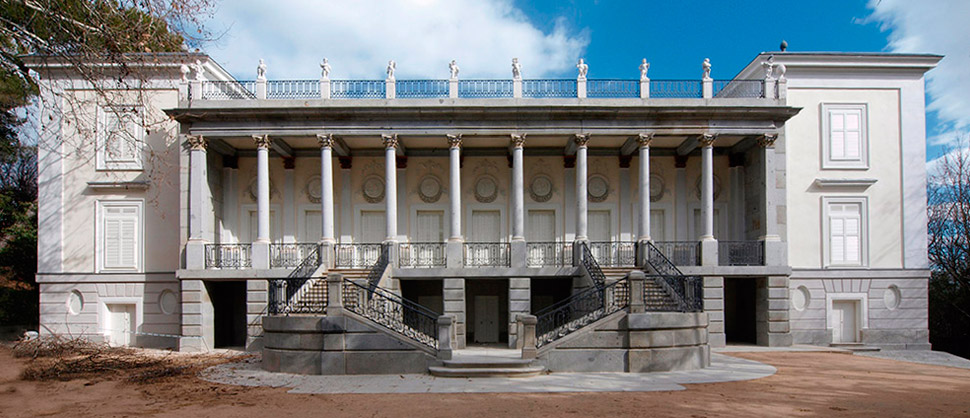
Alameda de Osuna, Palast, entworfen vom Architekten López Aguado

Alameda de Osuna ist ein Stadtteil im Distrikt Barajas von Madrid in Spanien. (Die Agglomeration Madrid hat über 6 Mio. Ew. und die Comunidad Autónoma 7,1 Mio. Ew.) Es handelt sich hierbei um eine Wohnsiedlung mit ca. 20.000 Einwohnern (Stand 2013) im östlichen Stadtbereich unmittelbar am Flughafen Madrid-Barajas gelegen.
Die Bezeichnung des Stadtteils geht auf das Anwesen El Capricho de la Alameda de Osuna (Schloss und Park) zurück.
1959 wurde im Westen des heutigen Alameda de Osuna das damals größte Autokino Spaniens (und das zweite in Europa) mit ungefähr 800 Plätzen gebaut. Die Idee dazu kam aus den USA. Der Standort wurde wegen seiner Nähe zum US-amerikanischen Militärflugplatz in Torrejón de Ardoz und zur Autobahn ausgesucht. Das Autokino musste jedoch nach wenigen Jahren wieder geschlossen werden, da weniger amerikanische Soldaten als erwartet kamen. Dieser Teil von Alameda de Osuna wird jedoch heute noch „El Motocine“ (das Autokino) genannt.
Ab Mitte der 1960er Jahre begannen erste private Wohnungsbauunternehmen Wohnblocks für junge Mittelstandsfamilien zu bauen. Es handelte sich um Eigentumswohnungen, die aufgrund ihrer Lage am Stadtrand direkt an der Autobahn A2 nach Saragossa und nur 10 km vom Stadtzentrum Madrids sehr gut gelegen waren. Die Siedlung ist charakterisiert durch eine starke Durchgrünung (öffentliche und private Grünflächen) und eine kleinteilige Gliederung. Das Ausstattungsniveau ist als gut zu bezeichnen. Neben Swimmingpools für mehrere Wohnblocks, die je nach Wohnungsbauunternehmen selten mehr als 6 Etagen vorweisen, ist der Einzelhandel für den Tagesbedarf zahlreich vertreten.  Die Verkehrsanbindung an das Stadtzentrum erfolgt durch eine Autobahn, Buslinien und eine seit 2006 bestehende neue U-Bahn-Linie, so dass die Attraktivität als innenstadtnaher Wohnstandort hoch ist. Der Stadtteil liegt direkt an der Autobahn M-40 (2. Ringautobahn).
Das Problem der Lärmemission durch die unmittelbare Nachbarschaft zum Flughafen wurde bislang nicht gelöst, sondern ist durch den immensen Ausbau des Flughafens (Einweihung des neuen Terminals 4 im Februar 2006) akut geblieben. Der Flughafen hat eine jährliche PAX-Kapazität von 70 Millionen (Nr. 1 in Europa und Nr. 3 der Welt). Dennoch bleibt das Gebiet eine bevorzugte Wohngegend. Seit den 1990er Jahren entstehen weitere Stadtteile nördlich der Avenida de Logroño (Verbindungsstraße zwischen La Piovera und Barajas-Pueblo), wie z. B. Coronales unmittelbar am Golfplatz La Hinojosa gelegen.